# Matthias Kyburz
Matthias Kyburz (5 marzo 1990) è un orientista svizzero, attualmente dimorante a Möhlin.

## Biografia
Vincitore dei mondiali sprint del 2012 a Losanna, è campione europeo a staffetta come membro della squadra svizzera. Ai mondiali giovanili ha vinto quattro medaglie: nel 2008 a Göteborg un argento nella lunga distanza; nel 2009 ad Imer si classificò primo nella sprint e secondo nella staffetta in Val Canali; nel 2010 ad Aalborg terzo nella lunga distanza.

## Palmarès Atletica Leggera
| Anno | Manifestazione  | Sede   | Evento         | Risultato | Prestazione | Note |
| ---- | --------------- | ------ | -------------- | --------- | ----------- | ---- |
| 2024 | Europei         | Roma   | Mezza maratona | 21º       | 1h03'07"    |      |
| 2024 | Giochi olimpici | Parigi | Maratona       | 30º       | 2h11'32"    |      |

## Campionati nazionali
2015
- Argento ai campionati svizzeri di corsa campestre - 29'55"

2023
- Oro ai campionati svizzeri di corsa campestre - 27'26"

2024
- Oro ai campionati svizzeri di mezza maratona - 1h02'25"

## Altre competizioni internazionali
2024
- 7º alla Maratona di Parigi ( Parigi) - 2h07'44"

2025
- 4º alla Maratona di Siviglia ( Siviglia) - 2h06'48"